# Lasioglossum epiphron
Lasioglossum epiphron är en biart som beskrevs av Ebmer 1982. Lasioglossum epiphron ingår i släktet smalbin, och familjen vägbin. Inga underarter finns listade i Catalogue of Life.